# لويو
لو يو Lu You ( مواليد 13 نوفمبر 1125 - وفيات 26 يناير 1210) من أبرز شعراء سلالة سونغ الجنوبية التي حكمت الصين. اسمه الأصلي وو غوان، ولُقب في مرحلة متأخرة بـ فانغ ونغ . وُلد في شان ين (مدينة Shaoxing - مقاطعة جيجيانغ). نشأ في أسرة أدبية، إذ كان أبوه وجده وجد أبيه من دارسي الأدب والمؤلفات الكونفوشية . كان أبوه من كبار الوطنيين وتربطه علاقات وثيقة مع وطنيي عصره. وكان لأحاديث الأب ورفاقه تأثير كبير في رسم ميول الشاعر الفكرية. نجح في امتحانات وزارة المراسم وجاء ترتيبه قبل ابن رئيس الوزراء الذي كنَّ له العداوة فعمل على عزله. عمل في عدة وظائف، إلا أنه عُزل منها بسبب جرأته.

## النشأة
| أسماؤه ‏          | أسماؤه ‏       |
| ---------------- | ------------- |
| اسم عائلي صيني ‏: | Lù 陸         |
| Míng 名:         | Yóu 游        |
| Zì 字:           | Wùguàn 務觀   |
| Hào 號:          | Fàngwēng 放翁 |

قرأ لو يو لشعراء عصره والشعراء الذين سبقوه، وأُعجب بالشاعرين الوطنيين البارزين تشو يوان ودو فو وتأثر بهما على صعيد الميول الفكرية ووسائل التعبير الفنية، إلا أنه لم يقلد أحداً منهم وابتكر أسلوبه الخاص الذي عُرف بأسلوب فانغ ونغ. كان شاعراً متعدد المهارات، له أكثر من عشرة آلاف قصيدة شملت معظم جوانب الحياة. ونشر ديواناً حمل اسمه، ومن أشهر قصائده :
- «نزهة جبلية في القرية الغربية»
- «إلى ولدي»
- «ترنيمة الفجر الحزينة»
- «العجوز الحارس»
- «قمر جبل غوان»
- «آهات أسرة ريفية»
- «خواطر آخر السنة»
- «حديقة شن».

وموشحات من أهمها:
- «موسم الحجل»
- «أنشودة زهرة الميهوا».

## الأسلوب
مضامين شعر لو يو الشعرية غنية ومتنوعة يتناول فيها حب الوطن والدعوة إلى وحدته وحمايته، ومحاربة أعدائه والمتآمرين معهم، وحب الخمرة والتغني بالطبيعة. وفي قصيدة «قمر جبل غوان» شجب المرسوم الذي أصدره الإمبراطور والتمس فيه الصلح مع أسرة جين، وذمّ وضع الجيش الذي اقتصر على حراسة الحدود، والهدنة التي دامت ثلاثين سنة وأفقدت الجيش قدرته على القتال، إذ ماتت الخيول في الحظائر من شدة التخمة، وتهدلت أوتار الأقواس، وأُهملت المعدات الحربية حتى فسدت. برع في تصوير حياة الريف والمناظر الطبيعية، كما هي الحال في «آهات أسرة ريفية»، «أغنية حصاد الخريف»، «زفرات»، «نزهة جبلية في القرية الغربية»، «راعي البقر»، «حديقة شن».
خرج لو يو من مدرسة غرب نهر اليانغتسي الشعرية، إلا أنه تحرر منها في وقت مبكر وكل ما تبقى من تأثير تلك المدرسة في شعره هو دقته في انتقاء الكلمات والجمل، والطباق والمقابلة، ومهارة الاقتباس والاستشهاد.
صورّ لو يو بصدق وعمق أهم تناقضات العصر، وكتب في مختلف الأنواع الشعرية ومنها الشعر ثماني المقاطع (لو تشي: Lu Shi)، ورباعي المقاطع. وهو شاعر متمرس في اللغة، لغته سهلة وبليغة، شفافة لكنها عميقة، سهلة ممتنعة، أسلوبه سلس ودقيق. ويمتاز شعره بالإيجاز وقوة التعبير، وبجوانبه الرومنسية التي تبدو واضحة في شعره سباعي المقاطع؛ وهو نوع شعري، حر القوافي، يناسب التعبير عن عواطف جياشة ومتدفقة، كما هي الحال في «أمام الخمرة».

## روابط خارجية
- لويو على موقع الموسوعة البريطانية (الإنجليزية)
- لويو على موقع ميوزك برينز (الإنجليزية)